# 張肇銓
張肇銓（1875年—1928年），字子衡，山東省章邱縣寨子村（今属章丘市相公庄鎮）人，清末民初政治人物、同進士出身。

## 生平
張肇銓自幼勤學，十九岁中秀才。光緒二十八年（1902年）中举人，三十年登三甲第82名進士。分發為知縣。任貴州遵義縣知縣。後升遵義府知府。辛亥革命爆發後攜眷歸鄉，在濟南開辦通義、通久等銀號，並加入銀錢同業組織——福德會館。
中華民國成立后，擔任河南商務總理、山東銀行總辦。民国四年（1915年）10月，在濟南集股創辦豐年面粉公司。民国九年（1920年）12月，擔任山東省財務廳廳長，次年4月辭職。民国十二年（1923年）8月，參辦中日合作的魯大礦業股份有限公司，并以濟南總商會會長、山東商業銀行總經理身份出任公司專務董事。後與總經理靳雲鵬不和，遂出讓股份，退出公司。民国十五年（1926年）2月，軍閥張宗昌在山東發行股票、公債、軍用票等敛财，委派張肇銓为軍票局和善後公債局總辦。
民国十七年（1928年）4月，北伐軍占领济南，張宗昌棄城而逃，張肇銓逃亡大連養病。同年卒。